# Eerste divisie (mannenhandbal) 2013/14
De Eerste divisie is de op een na hoogste afdeling van het Nederlandse handbal bij de heren op landelijk niveau. In het seizoen 2013/2014 werd Hercules kampioen en promoveerde naar de Eredivisie. Ook promoveerde DDS/Aristos, Alphadeur/Houten en OCI-LIONS 2 via de nacompetitie. White Demons en PK/Unitas degradeerden naar de Tweede divisie.
Door de uitbreiding van de BENE-League promoveerden extra teams naar de Eredivisie.

## Opzet
- De kampioen promoveert rechtstreeks naar de eredivisie (mits er niet al een hogere ploeg van dezelfde vereniging in de reguliere eredivisie speelt).
- De ploegen die als een-na-laatste (dertiende) en laatste (veertiende) eindigen degraderen rechtstreeks naar de tweede divisie.
- Het seizoen wordt onderverdeeld in vier perioden van respectievelijk 6, 7, 7 en 6 wedstrijden. De ploeg die in een periode de meeste punten behaalt, is periodewinnaar en verkrijgt het recht om deel te nemen aan de zogenaamde nacompetitie. Indien de uiteindelijke kampioen, een ploeg die niet mag promoveren, of een degradant een periode wint, wordt het recht tot deelname aan de nacompetitie overgedragen aan het hoogst geklasseerde team in de eindrangschikking dat nog niet aan de nacompetitie deelneemt. In de nacompetitie spelen deze vier ploegen uit de eerste divisie tegen elkaar, de beste drie teams uit deze nacompetitie promoveren direct naar de eredivisie. De nummer vier uit de nacompetitie speelt een tweetal wedstrijden tegen de verliezer van de degradatiepoule van de eredivisie om één plaats in de eredivisie.

Er promoveert dus zeker één ploeg, en mogelijk een tweede ploeg via de nacompetitie. Verder degraderen er 2 (gelijk aan het aantal tweede divisies) ploegen.

## Teams
| Ploeg                 | Plaats         | Provincie     | Trainer(s)          |
| --------------------- | -------------- | ------------- | ------------------- |
| FIQAS/Aalsmeer 2      | Aalsmeer       | Noord-Holland | Bart Neeft          |
| DIOS                  | Den Hoorn      | Zuid-Holland  | Joris Witjens       |
| DDS/Aristos           | Amsterdam      | Noord-Holland | Maarten Roestenburg |
| Eurotech/Bevo 2       | Panningen      | Limburg       | Bart Hofmeyer       |
| HandbaL Venlo         | Venlo          | Limburg       | Richard Curfs       |
| HARO Rotterdam        | Rotterdam      | Zuid-Holland  | Piotr Konitz        |
| Hercules              | Den Haag       | Zuid-Holland  | Menno de Klerk      |
| Alphadeur/Houten      | Houten         | Utrecht       | Hans van Dijk       |
| OCI/LIONS 2           | Sittard-Geleen | Limburg       | Harold Nüsser       |
| Lagerhuis Mill/MHV'81 | Mill           | Noord-Brabant | Marien van Katwijk  |
| Quintus 2             | Kwintsheul     | Zuid-Holland  | Henri Reijgersberg  |
| PK/Unitas             | Rolde          | Drenthe       | Henk-Jan Ottens     |
| KRAS/Volendam 2       | Volendam       | Noord-Holland | Anel Mahmutefendic  |
| White Demons          | Berkel-Enschot | Noord-Brabant | Jeroen Baats        |

## Reguliere competitie
| Pos | Club                  | Wed | Ptn | Opmerking                                                       |
| --- | --------------------- | --- | --- | --------------------------------------------------------------- |
| 1   | Hercules              | 26  | 43  | Rechtstreekse promotie naar eredivisie                          |
| 2   | OCI/LIONS 2           | 26  | 38  | (Vervangende) periodekampioen; gekwalificeerd voor nacompetitie |
| 3   | Lagerhuis Mill/MHV'81 | 26  | 38  | (Vervangende) periodekampioen; gekwalificeerd voor nacompetitie |
| 4   | Alphadeur/Houten      | 26  | 38  | (Vervangende) periodekampioen; gekwalificeerd voor nacompetitie |
| 5   | DDS/Aristos           | 26  | 36  | (Vervangende) periodekampioen; gekwalificeerd voor nacompetitie |
| 6   | DIOS                  | 26  | 32  |                                                                 |
| 7   | Eurotech/Bevo 2       | 26  | 26  |                                                                 |
| 8   | FIQAS/Aalsmeer 2      | 26  | 23  |                                                                 |
| 9   | Quintus 2             | 26  | 22  |                                                                 |
| 10  | HARO Rotterdam        | 26  | 18  |                                                                 |
| 11  | KRAS/Volendam 2       | 26  | 17  |                                                                 |
| 12  | HandbaL Venlo         | 26  | 17  |                                                                 |
| 13  | White Demons          | 26  | 9   | Degradatie naar hoofdklasse                                     |
| 14  | PK/Unitas             | 26  | 7   | Degradatie naar hoofdklasse                                     |

## Nacompetitie
DDS/Aristos, Alphadeur/Houten en OCI/LIONS 2 eindigden bovenaan in de nacompetitie en promoveerden naar de Eredivisie. Lagerhuis Mill/MHV'81 werd laatste in de nacompetitie en ging de promotiewedstrijden tegen verliezer degradatiepoule eredivisie spelen.

## Promotie-/degradatiewedstrijden
Eerste wedstrijd; Geannuleerd; Lagerhuis Mill/MHV'81 had zich teruggetrokken, TTL RED-RAG/Tachos blijft in de Eredivisie
| 25 april 2014 | Lagerhuis Mill/MHV'81 | - | TTL RED-RAG/Tachos |  |
| 25 april 2014 |                       |   |                    |  |
| 25 april 2014 |                       |   |                    |  |

Tweede wedstrijd
| 9 mei 2014 | TTL RED-RAG/Tachos | - | Lagerhuis Mill/MHV'81 |  |
| 9 mei 2014 |                    |   |                       |  |
| 9 mei 2014 |                    |   |                       |  |